# Masato David Hayakawa
Masato David Hayakawa (jap. 早川 雅人 Hayakawa Masato; ur. 17 grudnia 1986 w Nagoji) – japoński muzyk, piosenkarz, autor tekstów, wokalista japońskiego zespołu Coldrain oraz dyrektor i projektant linii odzieżowej, a także model sieci odzieżowej Over(all) Tokyo.

## Życiorys

### Wczesne lata
Masato urodził się 17 grudnia 1986 roku w Nagoji. Jest w połowie japończykiem i w połowie amerykaninem. Jego matka pochodzi z Iowa w Stanach Zjednoczonych.
We wczesnym wieku nauczył się języka angielskiego, którego nauczycielką była jego matka, co pozwoliło mu co lato na wakacje lecieć do Stanów Zjednoczonych. Podczas jednych wakacji, jako 13-latek, zobaczył teledyski zespołów Limp Bizkit i Korn, nazwał je później „bardzo fajnymi” i uświadomił sobie, że w przyszłości chce zostać muzykiem.
Masato w drugiej klasie gimnazjum zaczął uczyć się grać na gitarze. Później uczęszczał na Uniwersytet Nanzan w Nagoji gdzie studiował prawo w nadziei zostania agentem sportowym, lecz po 2 i pół roku rzucił studia, aby w pełni się skupić na swojej karierze muzycznej jako lider zespołu Coldrain.

### Kariera muzyczna

#### AVER
W 2003 roku Hayakawa poznał Katsumę Minataniego w liceum. Kilka lat później, jako przyjaciele, założyli zespół o nazwie AVER. Hayakawa śpiewał i grał na gitarze, podczas gdy Katsuma grał na perkusji. Wyprodukowali takie utwory jak „Voices Over Bullets” i regularnie występowali w klubach w Nagoji.
Grupa rywalizowała z zespołem Wheel of Life. Po czasie postanowili utworzyć supergrupę dwóch najpopularniejszych lokalnych zespołów w okolicy ze względu na podobne zainteresowania muzyczne i poznanie się nawzajem podczas spotkań na próbach.

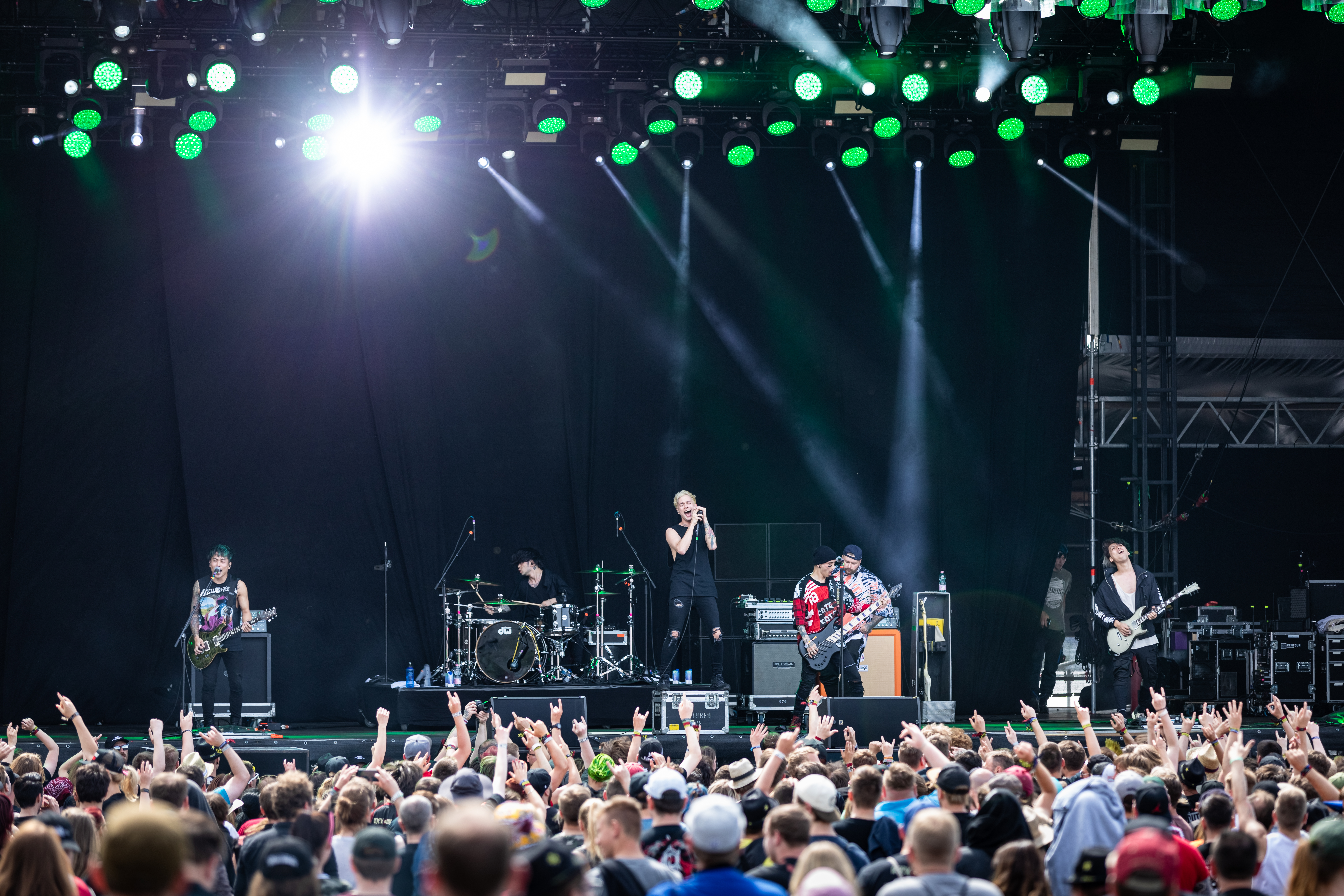
koncert Coldrainu w 2019

#### Coldrain
Zespół Coldrain powstał w 2007 roku, z Hayakawą jako wokalistą, Y.K.C. i Sugim jako gitarzystami, RxYxO jako basistą i Katsumą jako perkusistą.

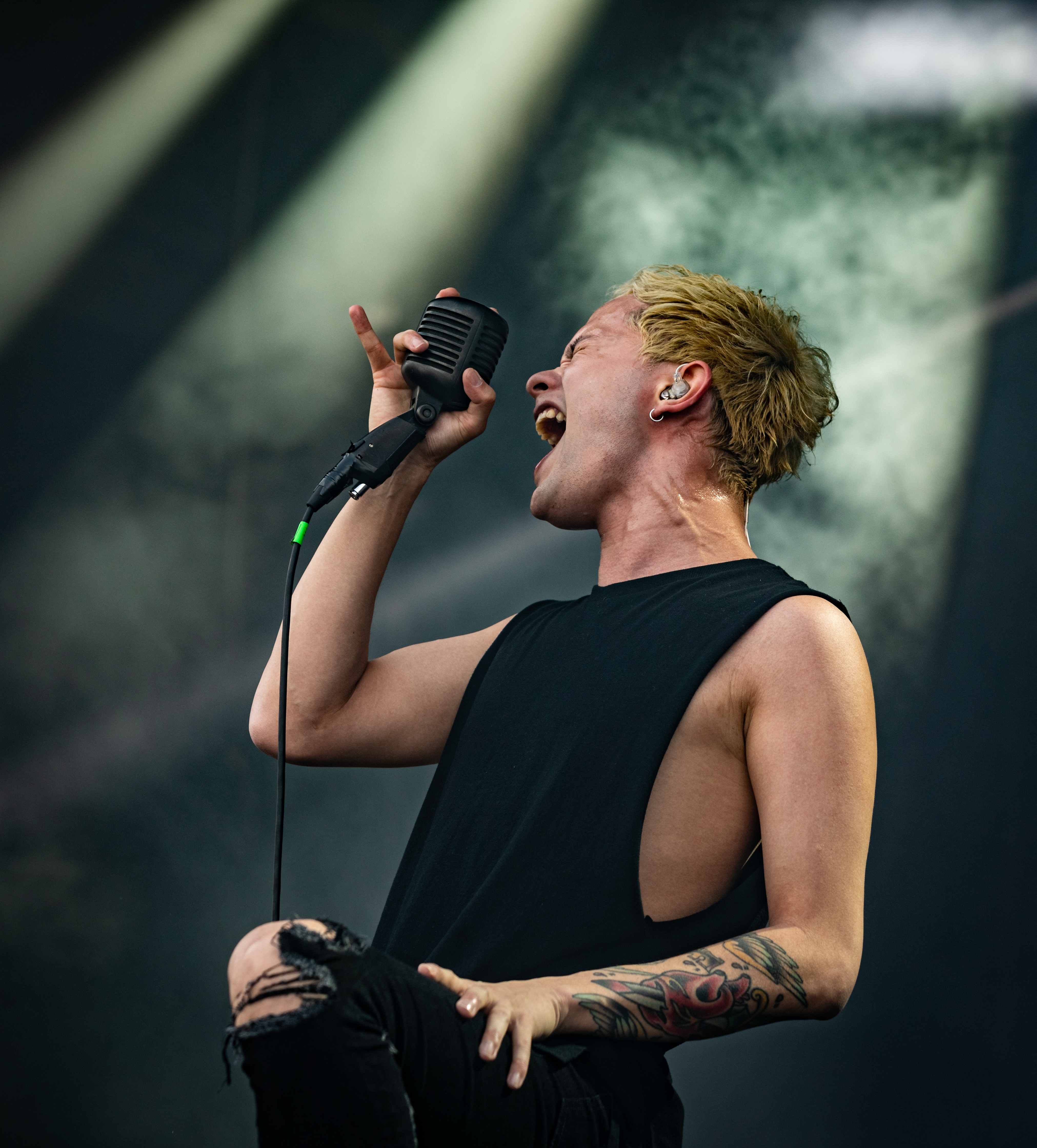
Masato w 2019 podczas koncertu

Przez fakt, że Hayakawa śpiewając czuł się swobodniej w języku angielskim niż japońskim, poprzez znanie go od dzieciństwa i częste podróże do Stanów Zjednoczonych oraz wpływ kultury zachodniej Coldrain śpiewał piosenki wyłącznie w języku angielskim, co było bardzo rzadkie w Japonii.
Jednymi z pierwszych piosenek, które nagrali były „Painting”, „Fiction” i „8AM”. Rozdawali dema na ulicach, aby rozpowszechnić zespół. Grali koncerty w salach gimnastycznych szkół średnich i klubach. Niektóre z tych piosenek zostały umieszczone na ich debiutanckim albumie studyjnym, Final Destination, który został wydany w drugiej połowie 2009 roku.
Coldrain zyskał popularność po tym, jak kilka ich piosenek zostało użytych jako openingi dla dwóch anime: Hajime No Ippo: Challenger i Rainbow: Nisha Rokubō no Shichinin. Piosenka „Die Tomorrow” znalazła się na ścieżce dźwiękowej do gry Pro Evolution Soccer 2011 i stała się jednym z ich najbardziej rozpoznawalnych utworów.
Grupa od swoich początków osiągnęła sporą rozpoznawalność. Grała jako support dla Bullet for My Valentine czy Papa Roach. Wydała 9 albumów oraz miała wiele tras koncertowych, w tym w Europie. Zespół jest bardzo aktywny i często bierze udział w różnych festiwalach w Japonii. Wiele z piosenek zespołu zostało użyte w różnych produkcjach anime.

#### Kariera solowa
W 2021 roku Hayakawa wykonał solową piosenkę „Remember”, która została utworem przewodnim do anime Jujutsu Kaisen.

### Życie prywatne
24 października 2019 roku Masato poślubił Hannę Kelk, australijską modelkę o japońskich korzeniach.

### Inspiracje
Jako dziecko Hayakawa był pod wpływem sceny J-popowej oraz muzyki, którą słuchał jego starszy brat. W młodości słuchał Michaela Jacksona, Mariah Carey, Hikaru Utadę i L’Arc-en-Ciel.
W szale nu-metalu w 1999 roku Hayakawa zainteresował się cięższymi zespołami, uznając to za punkt zwrotny w swoim życiu, który pomógł mu wytyczyć ścieżkę kariery. Limp Bizkit i Korn były pierwszymi zespołami, które zobaczył jako nastolatek na MTV, a ich piosenki, takie jak „Nookie” i „Freak on a Leash”, były przez niego stale słuchane
Jego głównymi inspiracjami są Hoobastank, Papa Roach, Metallica, Pearl Jam, The Used, Silverchair i Slipknot. Masato powiedział, że bez Sevendust „Coldrain po prostu by nie istniał”.
Jego głównymi inspiracjami jako wokalisty są Chester Bennington z Linkin Park i Brandon Boyd z Incubus, którzy byli również jego ulubionymi muzykami.